# 固形培地耕
固形培地耕（こけいばいちこう）は、土を使わずに肥料成分を水に溶かした養液で栽培する養液栽培の一手法であり、根の支持に土の代わりとなる固形培地を用いる方法である。
固形培地を用いない方式を水耕栽培と呼んで区別する。